# Список музеїв Вінницької області
Список музеїв, розташованих на території Вінницької області. 

## Музеї Вінниці
- Автомотовелофототелерадіомузей
- Військово-історичний музей Повітряних сил Збройних сил України
- Вінницький краєзнавчий музей
- Вінницький літературно-меморіальний музей М. М. Коцюбинського
- Вінницький музей єврейського побуту
- Вінницький обласний художній музей
- Музей Вінниці (не працює з 2017 року)
- Музей воїнів-афганців
- Музей марки

- Музей «Мій край Поділля»
- Виставковий проект "Музей моделей транспорту"
- Музей гончарного мистецтва О. Г. Луцишина

- Національний музей-садиба М. І. Пирогова

- Салон мистецтв Вінницького обласного художнього музею
- Кафе-музей "Пан Заваркін та син"

## Музеї інших міст та селищ
- Жмеринський міський історичний музей
- Вороновицький музей історії авіації та космонавтики України
- Етнографічний музей у Барському коледжі транспорту та будівництва
- Історико-меморіальний комплекс пам'яті жертв нацизму
- Літературно-меморіальний музей В. О. Забаштанського
- Літинський краєзнавчий музей імені Устима Кармалюка
- Міський краєзнавчий музей Гайсинщини
- Музей історії Козятина
- Музей Суворова (Тиманівка)
- Музей Чайковського і фон Мекк
- Народний музей Хліба (Білопілля)
- Ободівський краєзнавчий музей
- Оратівський краєзнавчий музей
- Піщанський краєзнавчий музей
- Тульчинський краєзнавчий музей
- Сутисківський історичний музей «Слава»
- Музей «Літературна Немирівщина»
- Іллінецький краєзнавчий музей
- Музей Тепличчини
- Історико-краєзнавчий музей Поділля (Могилів-Подільський)
- Історичний музей міста Хмільник
- Бершадський районний краєзнавчий музей
- Гніванський історичний музей «Ветеран»
- Тростянецький районний краєзнавчий музей (Тростянець)
- Тиврівський районний краєзнавчий музей
- Могилів-Подільський краєзнавчий музей
- Ямпільський районний музей оборазотворчого мистецтва
- Шаргородський музей образотворчого мистецтва
- Погребищенський районний краєзнавчий музей ім. Н. А. Присяжнюк
- Мурованокуриловецький районний краєзнавчий музей імені Федора Коновалюка
- Барський районний історичний музей

## Сільські музеї
- Музей-садиба Павла Муравського (село Дмитрашківка)
- Музей історії села Гопчиця
- Музей історії села Вахнівка
- Музей М. П.Стельмаха (село Дяківці)
- Історичний музей імені В. Порика
- Музей «Батозька битва» (село Четвертинівка)
- Літературний музей Степана Руданського (село Хомутинці)